# Йофортьерит
Йофортьерит (также иофортьерит, англ. Yofortierite) — редкий минерал, относится к классу силикатов. Назван в честь канадского геолога, бывшего директора Геологической службы Канады Ива Оскара Фортье.

## Свойства
Йофортьерит — минерал с тусклым шелковистым блеском. Имеет твёрдость по шкале Мооса 2,5. Встречается в виде игольчатых кристаллов моноклинной сингонии в нефелиновых сиенитах пегматитовых жил. Йофортьерит открыт в 1975 году в Квебеке (Канада).

## Название на других языках
- нем. Yofortierit;
- исп. Yofortierita;
- англ. Yofortierite.